# Sungnyemun

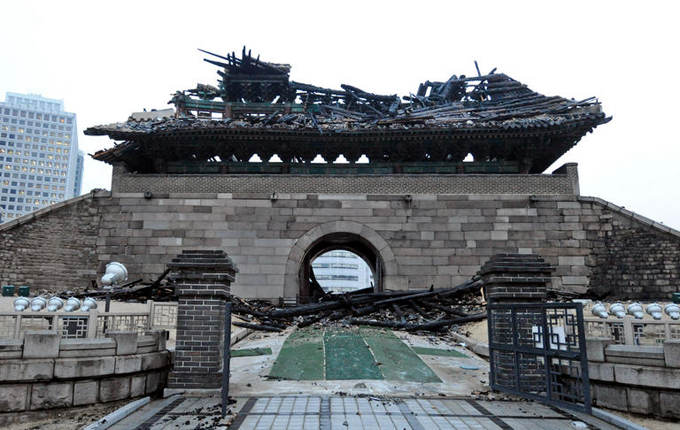
De poort na de brand

Sungnyemun of Namdaemun was een historische poort in het centrum van de Zuid-Koreaanse stad Seoel. De poort heet officieel Sungnyemun (Engels: Gate of Respecting Propriety). Het is het Nationale monument van Zuid-Korea nummer 1.
De poort wordt echter meestal aangeduid als Namdaemun, letterlijk de grote zuidelijke poort, omdat het de zuidelijke poort was in de stadsmuur van het oude Seoel uit de Joseondynastie. Nabij de poort is sinds eeuwen een 24-uurs markt gevestigd, Namdaemun Sijang.
Het houten deel van de poort werd door een brand op 10 februari 2008 verwoest.

## Geschiedenis
Tot de brand van 10 februari 2008 was Namdaemun het oudste houten bouwwerk in Seoel. Met de bouw van de poort werd begonnen in 1396, het vierde jaar van de regering van koning Taejo van Joseon, en in 1398 was de bouw voltooid. Het was toen een van de vier hoofdpoorten in de verdedigingsmuur om de hoofdstad te beschermen.
In 1447, tijdens de regering van koning Sejong de Grote, werd de poort gerenoveerd en nogmaals in 1479 tijdens de regering van koning Seongjong.
In het begin van de 20ste eeuw werden de stadsmuren van Seoel afgebroken door de Japanse bezetter om het verkeer beter door te laten stromen.
Tijdens de Koreaanse Oorlog raakte de poort zwaar beschadigd, en de laatste grote reparatie vond plaats in 1962. Op 20 december van dat jaar werd het gebouw aangewezen als Nationale schat nr. 1.

## Brand
De poort werd vermoedelijk rond 8 uur zondagavond 10 februari 2008 aangestoken. Om 11 uur stortte hij in. De politie heeft een onderzoek ingesteld. Geschat wordt dat de restauratie drie jaar in beslag zal nemen, en 20 miljard won gaat kosten. Op 12 februari 2008 werd een vermoedelijke dader gearresteerd. In februari 2010 werd begonnen met de herstelwerkzaamheden en in april 2013 was het werk gereed. Op 4 mei 2013 werd de poort voor het publiek heropend.